# Radzimów

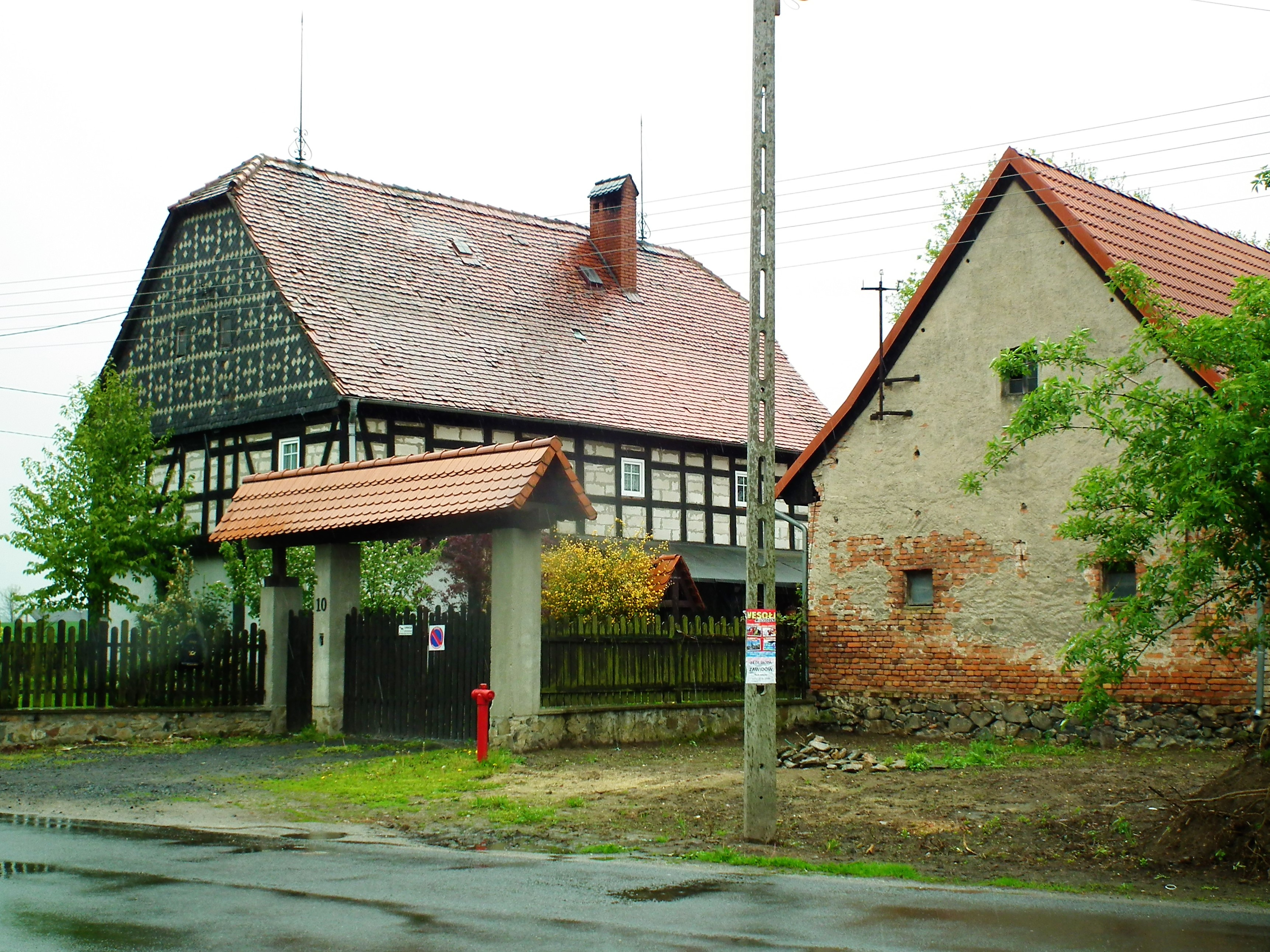
Stara zabudowa z muru pruskiego

Radzimów (niem. Bellmannsdorf) – wieś w Polsce, położona w województwie dolnośląskim, w powiecie zgorzeleckim, w gminie Sulików.
W latach 1975–1998 miejscowość administracyjnie należała do województwa jeleniogórskiego.

## Lokalizacja
Radzimów to typowa wieś łańcuchowa, o luźnym układzie zabudowań, położona na Pogórzu Izerskim, w dolinie rzeki Czerwonej Wody.

## Integralne części wsi
| SIMC    | Nazwa          | Rodzaj    |
| ------- | -------------- | --------- |
| 0192531 | Radzimów Dolny | część wsi |
| 0192548 | Radzimów Górny | część wsi |

## Nazwa wsi
W źródłach pisanych z 1352 r. miejscowość została pierwotnie nazwana Baldramstorff (od imienia mieszkańca Baldrama) a później także Waldramstorff (1411) oraz Belmsdorf (1583). Nazwa Bellmannsdorf pojawiła się po raz pierwszy dopiero w XVII wieku i obowiązywała aż do roku 1945. Dopiero Polscy osadnicy, którzy przybyli z Kresów Wschodnich, zmienili nazwę na Lisice (prawdopodobnie od fermy srebrnych lisów, która funkcjonowała tu przed wojną). Forma ta nie przetrwała jednak długo, gdyż w wyniku prac specjalnej komisji przy Ministerstwie Administracji Publicznej wieś przemianowano na Radzimów (od słowiańskiego imienia Radzim). Skutkiem tego obecnie nikt, oprócz co niektórych, starszych mieszkańców nie pamięta pierwszej nazwy, stanowiącej część wspólnych dziejów i materiał do badań nad polszczyzną tamtego okresu.

## Zabytki
Do wojewódzkiego rejestru zabytków wpisany jest:
- kościół ewangelicki, obecnie rzym.-kat. par. pw. św. Marii Magdaleny, z l. 1804-06; pierwszy kościół w Radzimowie istniał już w 1346 r. i podlegał dziekanowi zgorzeleckiemu oraz proboszczowi z Sulikowa. Jako pierwszy funkcję ewangelickiego proboszcza sprawował, pochodzący z „państwa Frýdlant” kaznodzieja Wawrzyniec Frank. W roku 1548 urząd objął z kolei Jan Klotz z Budziszyna. W połowie XVII wieku osiedlił się tutaj protestancki duchowny Paweł Hanicäus, którego wygnano z Liberca[6]. W 1686 r. miała miejsce gruntowna przebudowa starego kościoła, do którego dobudowano wówczas nową więżę. W XVIII stuleciu w tutejszy obiekt sakralny kilkakrotnie uderzały pioruny (1719, 1724, 1757). Grożący zawaleniem kościół, a ponadto nie mieszczący już wszystkich parafian, został rozebrany w 1803 r. Obecny kościół pod wezwaniem św. Marii Magdaleny wzniesiono w latach 1804–1806. Jego całkowite wykończenie i konsekracja nastąpiły w październiku 1806 r. Koszty budowy, nie licząc podwód i robocizny, wyniosły dokładnie 9458 talarów 22 grosze i 2 fenigi. W maju 1831 r. zamontowano na kościele trzy dzwony odlane w Małym Wjelkowie (niem. Klein Welka) pod Budziszynem. 11 czerwca 1837 r. w wieżę kościelną uderzył piorun zabijając na miejscu trzynastoletnią dziewczynkę i ogłuszając 13 osób[6]. Wybór św. Marii Magdaleny na patronkę kościoła wcale nie był przypadkowy. Po wojnie do Radzimowa napłynęła duża grupa ludności, która na Kresach skupiona była wokół parafii Hanaczów pod wezwaniem wspomnianej świętej. Ich sentyment do korzeni oraz chęci kultywowania długoletnich tradycji odpustowych na nowych terenach sprawiły, że decyzja wyboru patronki była oczywista. Kościół wspomina postać świętej Marii Magdaleny w dniu 22 lipca. 25 stycznia 1966 r., na podstawie decyzji wydanej przez Wojewódzkiego Konserwatora Zabytków, kościół wpisany został pod nr 1499 do Rejestru zabytków nieruchomych.

## Klimat i gleby[9]
Cała zachodnia część Pogórza Izerskiego, a więc i gmina Sulików, leży w tzw. regionie zgorzeleckim, o klimacie najłagodniejszym w całych Sudetach. Średnia roczna temperatura powietrza wynosi 7–8°C, natomiast półrocza ciepłego (kwiecień–wrzesień) przekracza 14°C.
Okres wegetacyjny roślin zaczyna się w drugiej połowie marca i trwa ok. 220 dni, do końca października. Lato termiczne trwa około 90 dni i jest najdłuższe w Sudetach. Pierwsze jesienne przymrozki pojawiają się zwykle w połowie października, a spadek temperatur poniżej 0°C następuje średnio między 5–10 grudnia. Śnieg pada przez 40–60 dni, a wiosna nadchodzi od zachodu w pierwszej dekadzie marca.
Przeważają wiatry z zachodu i północnego zachodu, silniejsze w dzień niż w nocy. Minimum prędkości wiatrów przypada na lipiec i sierpień, a maksimum – zimą, choć oczywiście także jesienią czy wiosną zdarzają się wichury. Liczba dni pochmurnych jest trzykrotnie wyższa od liczby dni słonecznych. Średnia suma opadów rocznych to 600–800 mm, najmniej w lutym, a najwięcej od czerwca do sierpnia. Ulewne deszcze powodują szybki przybór wód i powodzie, dając się we znaki mieszkańcom terenów położonych nad Czerwoną Wodą, co ostatnio miało miejsce 7 sierpnia 2010 r. 
Gleby należą głównie do III i IV klasy, i są to przeważnie żyzne gleby bielicowe i brunatne. Położone na falistym podłożu mają kwaśny odczyn i wymagają intensywnego wapnowania. Te zaś, które położone są na wzniesieniach, mogą okresowo przysychać.
Działalność gospodarcza na wsi
W Radzimowie Górnym jak i Dolnym przeważają gospodarstwa rolne. Obecne są również małe i średnie przedsiębiorstwa jak działalność produkcyjna drewna kominkowego w przedsiębiorstwie Mercator Silesius i firma budowlana P.P.H.U. Instalator. 